# NGC 1821
NGC 1821 è una galassia irregolare situata nella costellazione della Lepre, a una distanza di circa 174 milioni di anni luce dalla nostra Via Lattea.

## Scoperta
La galassia è stata scoperta il 26 dicembre 1885 dall'astronomo statunitense Francis Leavenworth.

## Descrizione
NGC 1821 ha una classe di luminosità V-VI e presenta una larga riga a 21 cm dell'idrogeno neutro.

## Supernova
Il 28 febbraio 2002, all'interno di NGC 1821 è stata scoperta la supernova SN 2002bj in modo indipendente dagli astronomi amatoriali Tim Puckett (USA) e Jack Newton (Canada) oltre che dalla coppia M. Papenkova e W. D. Li nel corso del programma LOTOSS dell'Osservatorio Lick. La supernova è stata classificata di tipo Ia.